# Валентин Афонин
Валентин Иванович Афонин (рус. Валенти́н Ива́нович Афо́нин; 22. децембар 1939 — 2. април 2021) био је руски и совјетски фудбалер и тренер. Мајстор спорта СССР-а (1963), заслужни тренер СССР-а (1970).

## Биографија
Познат је по наступима за клубове СКА (Ростов на Дону) и ЦСКА (Москва).
Афонин је наступио 42 пута за репрезентацију Совјетског Савеза. Као репрезентативац СССР-а заузео је четврто место на Светском првенству 1966. године. Играо је на Светском првенству 1970. године у Мексику. Био је у саставу репрезентације Совјетског Савеза на Европском фудбалском првенству 1968. године, са екипом је освојио четврто место. 
По завршетку играчке каријере бавио се тренерским радом. Био је главни тренер тима ГСВГ (1975-1979), СКА (Хабаровск) (1982-1983). Војну службу је обављао као начелник физичке обуке у војној јединици 16802 (1984-1985). Радио је као тренер екипе Сокола (Москва) (1985-1998).
Од 2001. године био директор омладинске спортске школе Пријалит у Реутову код Москве.
Преминуо је 1. априла 2021. године у 82. години живота.

## Успеси

### Клуб
- Првенство СССР: 1970.